# Geoje
Geoje ist eine Stadt im Süden der Provinz Gyeongsangnam-do in Südkorea. Sie liegt ca. 54 km südwestlich der Hafenstadt Busan. Die Stadt besteht aus einer Anzahl von Inseln, wobei die größte Insel Geoje ist. Daewoo Shipbuilding & Marine Engineering (früher Daewoo Schiffswerft) in Okpo und Samsung Heavy Industries (SHI) in Gohyeon liegen beide auf der Insel Geojedo. Die Stadt hat auch eine Menge touristischer Ziele zu bieten.

## Geschichte
In der Silla-Dynastie wurde der Name Geoje-gun im Jahre 757 während der Regierungszeit des Königs Gyeongdeok (경덕왕, 景德王, 742–765) zum ersten Mal benutzt. Vom Jahre 983 bis 1423 wurde während der Goryeo-Dynastie verschiedene Bezeichnungen (Giseong-hyeon und Jechang-gun) benutzt. In der Joseon-Dynastie wechselte die Bezeichnung 1423 zu Geoje-hyeon, 1489 zu Geoje-bu und 1895 wieder zu Geoje-gun. Am 18. März 1914 wurde durch das Generalgouvernement Chōsen die Bezirke Yongnam-gun, Jinnam-gun und Geoje-gun zum Bezirk Tongyeong-gun vereint.
Nach der Gründung Südkoreas wurde am 14. Oktober 1951 der Bezirk Geoje-gun proklamiert. Die Bezirksverwaltung hatte ihren vorläufigen Sitz ab dem 1. Januar 1953 in Jangseungpo und zog am 1. Oktober 1956 nach Gohyeon um. Am 1. Januar 1989 wurde der Bezirk Jangseungpo-eup von Geoje-gun getrennt und zur Stadt ernannt. Bereits am 1. Januar 1995 wurde die Stadt Jangseungpo und der Bezirk Geoje-gun zur Stadt Geoje (Geoje-si) vereint.

## Geografie
Die Stadt Geoje bedeckt eine Fläche von 402 km², wobei die Hauptinsel eine Fläche 383 km² hat. Der Rest der Fläche wird von 60 kleineren Inseln eingenommen, wobei 10 davon bewohnt sind. Die Hauptinsel ist über zwei Brücken mit dem Festland bei Tongyeong verbunden. Seit dem 13. Dezember 2010 verbindet der Busan-Geoje Fixed Link über zwei ca. 2 km lange Schrägseilbrücken und einem rund 4 km langen Unterwassertunnel die beiden Städte, wodurch die Fahrstrecke nach Busan auf etwa 60 km reduziert wurde.

## Administrative Gliederung
Geoje ist in einen eup, 9 myeon und 6 dong unterteilt.
| - Sinhyeon-eup (신현읍)                                                                                                 |                                                                                                   |
| - Ilun-myeon (일운면) - Nambu-myeon (남부면) - Dundeok-myeon (둔덕면) - Yeoncho-myeon (연초면) - Jangmok-myeon (장옥면) | - Dongbu-myeon (동부면) - Geoje-myeon (거제면) - Sadeung-myeon (사등면) - Hacheong-myeon (하청면) |
| - Jangseungpo-dong (장승보동) - Neingpo-dong - Okpo 1-dong (옥보동)                                                     | - Majeon-dong - Aju-dong - Okpo 2-dong (옥보동)                                                   |

## Inseln der Stadt Geoje
| - Geoje (거제도, 巨濟島) - Oedo - Galgotdo (Haegeumgang) - Isudo - Gajodo | - Sandaldo - Dapodo - Naedo - Jeodo |

## Söhne und Töchter der Stadt
- Kim Young-sam (1927–2015), Politiker und von 1993 bis 1998 Präsident von Südkorea
- Augustine Cheong Myong-jo (1935–2007), römisch-katholischer Bischof der Diözese Busan
- Moon Jae-in (* 1953), Politiker und seit 2017 Präsident von Südkorea
- Shin Bora (* 1987), Komikerin